# 高雲
高雲為雲底高度6000米以上的雲，並可再分為卷雲、卷層雲及卷積雲三個類別。

## 卷雲
卷雲是一種分散的雲，像具有纖維組織的羽毛、頭髮。卷雲沒有雲影，日出、日落時顯示紅色或橙紅色。卷雲是最高的雲，當清晨太陽裹沒有到地平線，就已經照出這種雲。卷雲由冰晶組成，特徵是其朦朧的輪廓。它有伴隨於鋒面出現的，也有與天氣系統無關的二種。

## 卷層雲
卷層雲是最薄的雲，像一種雲幕在整個天空，通常稱為薄雲。當太陽或月球被掩時，仍能看到它的輪廓。這種雲通常在暖鋒的上空出現。

## 卷積雲
卷積雲很少出現，雲體很小，呈白色且沒有雲影，有時呈波浪狀，太陽或月球會被遮住。卷積雲由冰晶或水滴組成，大多是一群的出現。